# جون بيرسفورد
جون بيرسفورد (بالإنجليزية: John Beresford)‏ هو لاعب كرة قدم بريطاني، ولد في 4 سبتمبر 1966 في شفيلد في المملكة المتحدة. شارك مع منتخب إنجلترا لكرة القدم الرديف. أما مع النوادي، فقد لعب مع برمنغهام سيتي ومانشستر سيتي ونادي بارنسلي ونادي بورتسموث ونادي ساوثهامبتون ونادي هاليفاكس تاون ونيوكاسل يونايتد.

## وصلات خارجية
- جون بيرسفورد على موقع قاعدة بيانات كرة القدم.إي يو (الإنجليزية)
- جون بيرسفورد على موقع عالم كرة القدم.نت (الإنجليزية)